# Sophie Milliet

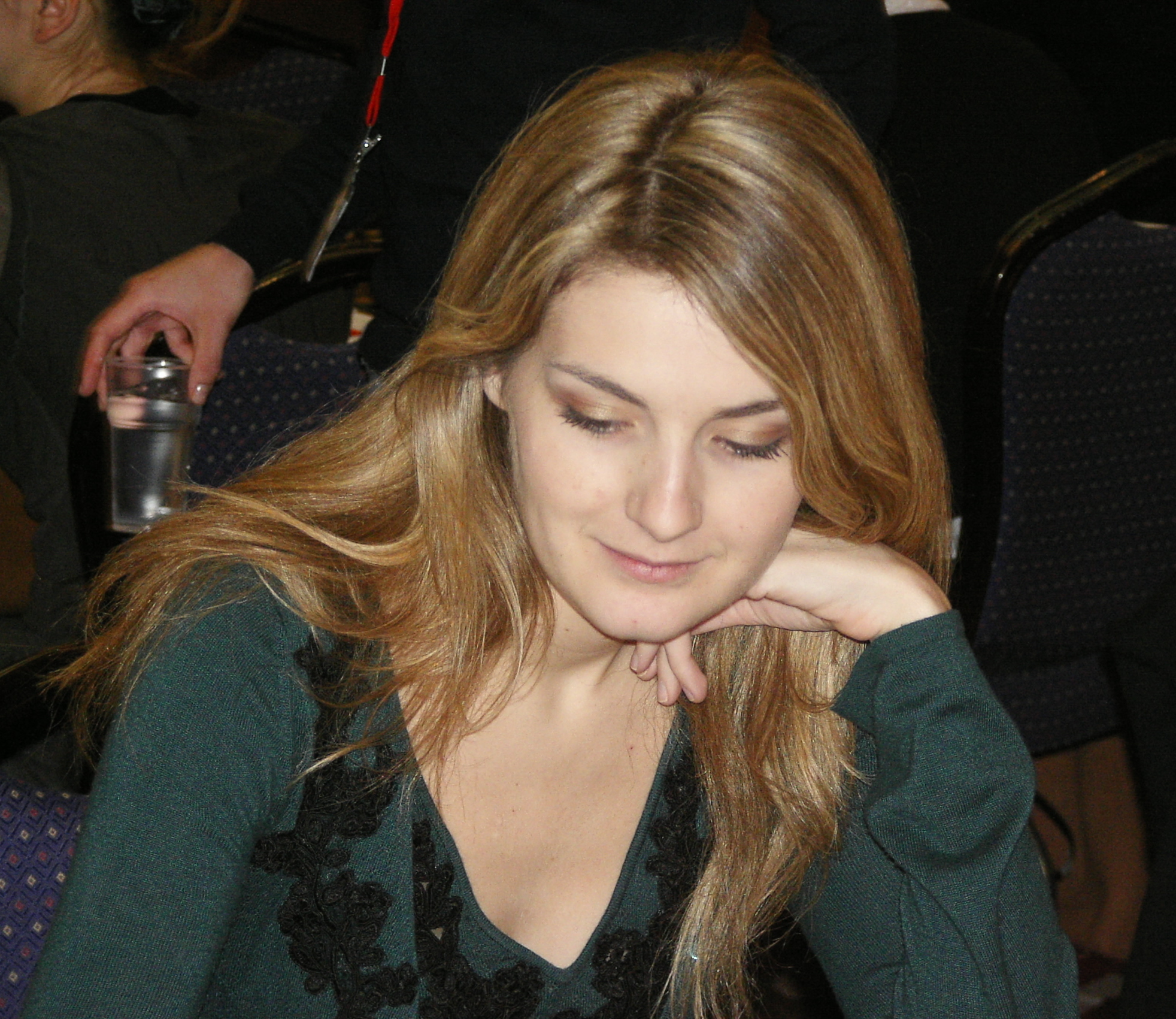
Sophie Milliet, 2007

Sophie Milliet (Marseille, 2 november 1983) is een Franse schaakspeelster. Zij is internationaal meester (IM). Ze was schaakkampioen van Frankrijk bij de dames in 2003, 2008, 2009, 2011, 2016 en 2017. 
- In 2004 nam ze met het Franse vrouwenteam deel aan de 36e Schaakolympiade in Calvià; het team behaalde de vijfde plaats.
- In augustus 2005 speelde zij mee in het toernooi om het kampioenschap van Frankrijk en eindigde ze met 8.5 punt op de tweede plaats.

## Externe koppelingen
- (en)   Informatie over schaakpartijen van Sophie Milliet op ChessGames.com
- (en)   Informatie over schaakpartijen van Sophie Milliet op 365chess.com
- (en)  FIDE-ratinggegevens voor Sophie Milliet